# Pristimantis achatinus
Espèce
Synonymes
- Hylodes achatinus Boulenger, 1898
- Hylodes pagmae Fowler, 1913
- Eleutherodactylus brederi Dunn, 1934
- Eleutherodactylus pagmae (Fowler, 1913)
- Eleutherodactylus achatinus (Boulenger, 1898)

Statut de conservation UICN

 LC  : Préoccupation mineure
Pristimantis achatinus est une espèce d'amphibiens de la famille des Craugastoridae.

## Répartition
Cette espèce se rencontre du niveau de la mer jusqu'à 2 330 m d'altitude :
- dans l'est du Panamá ;
- dans l'ouest de la Colombie dont sur l'île Gorgona et dans les vallées du río Magdalena et du río Cauca ;
- dans l'ouest de l'Équateur.

## Description
La femelle holotype mesure 50 mm.

## Publication originale
- Boulenger, 1898 : An account of the reptiles and batrachians collected by Mr. W. F. H. Rosenberg in western Ecuador.  Proceedings of the Zoological Society of London, vol. 1898, no 1, p. 107-126 (texte intégral).